# 1974年のアメリカンリーグチャンピオンシップシリーズ
1974年の野球において、メジャーリーグベースボール（MLB）のポストシーズンは10月5日に開幕した。アメリカンリーグの第6回リーグチャンピオンシップシリーズ（6th American League Championship Series、以下「リーグ優勝決定戦」と表記）は、同日から9日にかけて計4試合が開催された。その結果、オークランド・アスレチックス（西地区）がボルチモア・オリオールズ（東地区）を3勝1敗で下し、3年連続12回目のリーグ優勝および11回目のワールドシリーズ進出を果たした。
両球団がリーグ優勝決定戦で対戦するのは、2年連続3度目。この年のレギュラーシーズンでは両球団は12試合対戦し、6勝6敗の五分だった。アスレチックスは第4戦で、打線が1安打のみに封じられたにもかかわらず、2－1で勝利を収めてシリーズ突破を決めた。1安打のみの球団が勝利したポストシーズンの試合は、1947年のワールドシリーズ第4戦以来27年ぶり2例目である。このあとアスレチックスは、ワールドシリーズでもナショナルリーグ王者ロサンゼルス・ドジャースを4勝1敗で下し、3年連続8度目の優勝を成し遂げた。

## 試合結果
1974年のアメリカンリーグ優勝決定戦は10月5日に開幕し、途中に移動日を挟んで5日間で4試合が行われた。日程・結果は以下の通り。
| 日付                                                         | 試合  | ビジター球団（先攻）         | スコア | ホーム球団（後攻）           | 開催球場                                        | 開催球場                                                                   |
| ------------------------------------------------------------ | ----- | ---------------------------- | ------ | ---------------------------- | ----------------------------------------------- | -------------------------------------------------------------------------- |
| 10月05日（土）                                               | 第1戦 | ボルチモア・オリオールズ     | 6－3   | オークランド・アスレチックス | オークランド・アラメダ・ カウンティ・コロシアム | オークランド・アラメダ・ · カウンティ・コロシアムメモリアル・ · スタジアム |
| 10月06日（日）                                               | 第2戦 | ボルチモア・オリオールズ     | 0－5   | オークランド・アスレチックス | オークランド・アラメダ・ カウンティ・コロシアム | オークランド・アラメダ・ · カウンティ・コロシアムメモリアル・ · スタジアム |
| 10月07日（月）                                               |       | 移動日                       | 移動日 | 移動日                       |                                                 | オークランド・アラメダ・ · カウンティ・コロシアムメモリアル・ · スタジアム |
| 10月08日（火）                                               | 第3戦 | オークランド・アスレチックス | 1－0   | ボルチモア・オリオールズ     | メモリアル・スタジアム                          | オークランド・アラメダ・ · カウンティ・コロシアムメモリアル・ · スタジアム |
| 10月09日（水）                                               | 第4戦 | オークランド・アスレチックス | 2－1   | ボルチモア・オリオールズ     | メモリアル・スタジアム                          | オークランド・アラメダ・ · カウンティ・コロシアムメモリアル・ · スタジアム |
| 優勝：オークランド・アスレチックス（3勝1敗 / 3年連続12度目） |       |                              |        |                              |                                                 | オークランド・アラメダ・ · カウンティ・コロシアムメモリアル・ · スタジアム |

### 第1戦 10月5日
- オークランド・アラメダ・カウンティ・コロシアム（カリフォルニア州オークランド）

|                              | 1 | 2 | 3 | 4 | 5 | 6 | 7 | 8 | 9 | R | H  | E |
| ---------------------------- | - | - | - | - | - | - | - | - | - | - | -- | - |
| ボルチモア・オリオールズ     | 1 | 0 | 0 | 1 | 4 | 0 | 0 | 0 | 0 | 6 | 10 | 0 |
| オークランド・アスレチックス | 0 | 0 | 1 | 0 | 1 | 0 | 0 | 0 | 1 | 3 | 9  | 0 |

1. 勝利：マイク・クェイヤー（1勝）
2. 敗戦：キャットフィッシュ・ハンター（1敗）
3. 本塁打
BAL：ポール・ブレアー1号ソロ、ブルックス・ロビンソン1号ソロ、ボビー・グリッチ1号2ラン
4. 審判
［球審］ラリー・ナップ
［塁審］一塁: ジェリー・ニューデッカー、二塁: ラス・ゲーツ、三塁: デーブ・フィリップス
［外審］左翼: マーティー・スプリングステッド、右翼: ビル・ディーガン
5. 昼間試合  試合時間: 2時間29分  観客: 4万1609人
詳細: Baseball-Reference.com

| ボルチモア・オリオールズ | ボルチモア・オリオールズ | ボルチモア・オリオールズ | ボルチモア・オリオールズ | ボルチモア・オリオールズ                                                                                                   | オークランド・アスレチックス | オークランド・アスレチックス | オークランド・アスレチックス | オークランド・アスレチックス | オークランド・アスレチックス                                                                                           |
| ------------------------ | ------------------------ | ------------------------ | ------------------------ | --- | ---------------------------- | ---------------------------- | ---------------------------- | ---------------------------- | --- |
| 打順                     | 守備                     | 選手                     | 打席                     | M・クェイヤーE・ヘンドリックスB・パウエルB・グリッチB・ロビンソンM・ベランガーD・ベイラーP・ブレアーR・コギンスT・デービス | 打順                         | 守備                         | 選手                         | 打席                         | C・ハンターR・フォッシーG・テナスD・グリーンS・バンドーB・キャンパネリスJ・ルディB・ノースR・ジャクソンA・マングアール |
| 1                        | 右                       | R・コギンス              | 左                       | M・クェイヤーE・ヘンドリックスB・パウエルB・グリッチB・ロビンソンM・ベランガーD・ベイラーP・ブレアーR・コギンスT・デービス | 1                            | 中                           | B・ノース                    | 両                           | C・ハンターR・フォッシーG・テナスD・グリーンS・バンドーB・キャンパネリスJ・ルディB・ノースR・ジャクソンA・マングアール |
| 2                        | 中                       | P・ブレアー              | 右                       | M・クェイヤーE・ヘンドリックスB・パウエルB・グリッチB・ロビンソンM・ベランガーD・ベイラーP・ブレアーR・コギンスT・デービス | 2                            | 遊                           | B・キャンパネリス            | 右                           | C・ハンターR・フォッシーG・テナスD・グリーンS・バンドーB・キャンパネリスJ・ルディB・ノースR・ジャクソンA・マングアール |
| 3                        | 二                       | B・グリッチ              | 右                       | M・クェイヤーE・ヘンドリックスB・パウエルB・グリッチB・ロビンソンM・ベランガーD・ベイラーP・ブレアーR・コギンスT・デービス | 3                            | 右                           | R・ジャクソン                | 左                           | C・ハンターR・フォッシーG・テナスD・グリーンS・バンドーB・キャンパネリスJ・ルディB・ノースR・ジャクソンA・マングアール |
| 4                        | DH                       | T・デービス              | 右                       | M・クェイヤーE・ヘンドリックスB・パウエルB・グリッチB・ロビンソンM・ベランガーD・ベイラーP・ブレアーR・コギンスT・デービス | 4                            | 三                           | S・バンドー                  | 右                           | C・ハンターR・フォッシーG・テナスD・グリーンS・バンドーB・キャンパネリスJ・ルディB・ノースR・ジャクソンA・マングアール |
| 5                        | 一                       | B・パウエル              | 左                       | M・クェイヤーE・ヘンドリックスB・パウエルB・グリッチB・ロビンソンM・ベランガーD・ベイラーP・ブレアーR・コギンスT・デービス | 5                            | 左                           | J・ルディ                    | 右                           | C・ハンターR・フォッシーG・テナスD・グリーンS・バンドーB・キャンパネリスJ・ルディB・ノースR・ジャクソンA・マングアール |
| 6                        | 左                       | D・ベイラー              | 右                       | M・クェイヤーE・ヘンドリックスB・パウエルB・グリッチB・ロビンソンM・ベランガーD・ベイラーP・ブレアーR・コギンスT・デービス | 6                            | 一                           | G・テナス                    | 右                           | C・ハンターR・フォッシーG・テナスD・グリーンS・バンドーB・キャンパネリスJ・ルディB・ノースR・ジャクソンA・マングアール |
| 7                        | 三                       | B・ロビンソン            | 右                       | M・クェイヤーE・ヘンドリックスB・パウエルB・グリッチB・ロビンソンM・ベランガーD・ベイラーP・ブレアーR・コギンスT・デービス | 7                            | DH                           | A・マングアール              | 右                           | C・ハンターR・フォッシーG・テナスD・グリーンS・バンドーB・キャンパネリスJ・ルディB・ノースR・ジャクソンA・マングアール |
| 8                        | 捕                       | E・ヘンドリックス        | 左                       | M・クェイヤーE・ヘンドリックスB・パウエルB・グリッチB・ロビンソンM・ベランガーD・ベイラーP・ブレアーR・コギンスT・デービス | 8                            | 捕                           | R・フォッシー                | 右                           | C・ハンターR・フォッシーG・テナスD・グリーンS・バンドーB・キャンパネリスJ・ルディB・ノースR・ジャクソンA・マングアール |
| 9                        | 遊                       | M・ベランガー            | 右                       | M・クェイヤーE・ヘンドリックスB・パウエルB・グリッチB・ロビンソンM・ベランガーD・ベイラーP・ブレアーR・コギンスT・デービス | 9                            | 二                           | D・グリーン                  | 右                           | C・ハンターR・フォッシーG・テナスD・グリーンS・バンドーB・キャンパネリスJ・ルディB・ノースR・ジャクソンA・マングアール |
| 先発投手                 | 先発投手                 | 先発投手                 | 投球                     | M・クェイヤーE・ヘンドリックスB・パウエルB・グリッチB・ロビンソンM・ベランガーD・ベイラーP・ブレアーR・コギンスT・デービス | 先発投手                     | 先発投手                     | 先発投手                     | 投球                         | C・ハンターR・フォッシーG・テナスD・グリーンS・バンドーB・キャンパネリスJ・ルディB・ノースR・ジャクソンA・マングアール |
| M・クェイヤー            | M・クェイヤー            | M・クェイヤー            | 左                       | M・クェイヤーE・ヘンドリックスB・パウエルB・グリッチB・ロビンソンM・ベランガーD・ベイラーP・ブレアーR・コギンスT・デービス | C・ハンター                  | C・ハンター                  | C・ハンター                  | 右                           | C・ハンターR・フォッシーG・テナスD・グリーンS・バンドーB・キャンパネリスJ・ルディB・ノースR・ジャクソンA・マングアール |

### 第2戦 10月6日
- オークランド・アラメダ・カウンティ・コロシアム（カリフォルニア州オークランド）

|                              | 1 | 2 | 3 | 4 | 5 | 6 | 7 | 8 | 9 | R | H | E |
| ---------------------------- | - | - | - | - | - | - | - | - | - | - | - | - |
| ボルチモア・オリオールズ     | 0 | 0 | 0 | 0 | 0 | 0 | 0 | 0 | 0 | 0 | 5 | 2 |
| オークランド・アスレチックス | 0 | 0 | 0 | 1 | 0 | 1 | 0 | 3 | X | 5 | 8 | 0 |

1. 勝利：ケン・ホルツマン（1勝）
2. 敗戦：デーブ・マクナリー（1敗）
3. 本塁打
OAK：サル・バンドー1号ソロ、レイ・フォッシー1号3ラン
4. 審判
［球審］ジェリー・ニューデッカー
［塁審］一塁: ラス・ゲーツ、二塁: デーブ・フィリップス、三塁: マーティー・スプリングステッド
［外審］左翼: ビル・ディーガン、右翼: ラリー・ナップ
5. 昼間試合  試合時間: 2時間28分  観客: 4万2810人
詳細: Baseball-Reference.com

| ボルチモア・オリオールズ | ボルチモア・オリオールズ | ボルチモア・オリオールズ | ボルチモア・オリオールズ | ボルチモア・オリオールズ | オークランド・アスレチックス | オークランド・アスレチックス | オークランド・アスレチックス | オークランド・アスレチックス | オークランド・アスレチックス                                                                                           |
| ------------------------ | ------------------------ | ------------------------ | ------------------------ | --- | ---------------------------- | ---------------------------- | ---------------------------- | ---------------------------- | --- |
| 打順                     | 守備                     | 選手                     | 打席                     | D・マクナリーA・エチェバレンE・ウィリ · アムズB・グリッチB・ロビンソンM・ベランガーD・ベイラーP・ブレアーE・カベルT・デービス | 打順                         | 守備                         | 選手                         | 打席                         | K・ホルツマンR・フォッシーG・テナスD・グリーンS・バンドーB・キャンパネリスJ・ルディB・ノースC・ワシントンR・ジャクソン |
| 1                        | 遊                       | M・ベランガー            | 右                       | D・マクナリーA・エチェバレンE・ウィリ · アムズB・グリッチB・ロビンソンM・ベランガーD・ベイラーP・ブレアーE・カベルT・デービス | 1                            | 遊                           | B・キャンパネリス            | 右                           | K・ホルツマンR・フォッシーG・テナスD・グリーンS・バンドーB・キャンパネリスJ・ルディB・ノースC・ワシントンR・ジャクソン |
| 2                        | 中                       | P・ブレアー              | 右                       | D・マクナリーA・エチェバレンE・ウィリ · アムズB・グリッチB・ロビンソンM・ベランガーD・ベイラーP・ブレアーE・カベルT・デービス | 2                            | 中                           | B・ノース                    | 両                           | K・ホルツマンR・フォッシーG・テナスD・グリーンS・バンドーB・キャンパネリスJ・ルディB・ノースC・ワシントンR・ジャクソン |
| 3                        | 二                       | B・グリッチ              | 右                       | D・マクナリーA・エチェバレンE・ウィリ · アムズB・グリッチB・ロビンソンM・ベランガーD・ベイラーP・ブレアーE・カベルT・デービス | 3                            | 三                           | S・バンドー                  | 右                           | K・ホルツマンR・フォッシーG・テナスD・グリーンS・バンドーB・キャンパネリスJ・ルディB・ノースC・ワシントンR・ジャクソン |
| 4                        | DH                       | T・デービス              | 右                       | D・マクナリーA・エチェバレンE・ウィリ · アムズB・グリッチB・ロビンソンM・ベランガーD・ベイラーP・ブレアーE・カベルT・デービス | 4                            | DH                           | R・ジャクソン                | 左                           | K・ホルツマンR・フォッシーG・テナスD・グリーンS・バンドーB・キャンパネリスJ・ルディB・ノースC・ワシントンR・ジャクソン |
| 5                        | 左                       | D・ベイラー              | 右                       | D・マクナリーA・エチェバレンE・ウィリ · アムズB・グリッチB・ロビンソンM・ベランガーD・ベイラーP・ブレアーE・カベルT・デービス | 5                            | 左                           | J・ルディ                    | 右                           | K・ホルツマンR・フォッシーG・テナスD・グリーンS・バンドーB・キャンパネリスJ・ルディB・ノースC・ワシントンR・ジャクソン |
| 6                        | 三                       | B・ロビンソン            | 右                       | D・マクナリーA・エチェバレンE・ウィリ · アムズB・グリッチB・ロビンソンM・ベランガーD・ベイラーP・ブレアーE・カベルT・デービス | 6                            | 一                           | G・テナス                    | 右                           | K・ホルツマンR・フォッシーG・テナスD・グリーンS・バンドーB・キャンパネリスJ・ルディB・ノースC・ワシントンR・ジャクソン |
| 7                        | 一                       | E・ウィリアムズ          | 右                       | D・マクナリーA・エチェバレンE・ウィリ · アムズB・グリッチB・ロビンソンM・ベランガーD・ベイラーP・ブレアーE・カベルT・デービス | 7                            | 右                           | C・ワシントン                | 左                           | K・ホルツマンR・フォッシーG・テナスD・グリーンS・バンドーB・キャンパネリスJ・ルディB・ノースC・ワシントンR・ジャクソン |
| 8                        | 右                       | E・カベル                | 右                       | D・マクナリーA・エチェバレンE・ウィリ · アムズB・グリッチB・ロビンソンM・ベランガーD・ベイラーP・ブレアーE・カベルT・デービス | 8                            | 捕                           | R・フォッシー                | 右                           | K・ホルツマンR・フォッシーG・テナスD・グリーンS・バンドーB・キャンパネリスJ・ルディB・ノースC・ワシントンR・ジャクソン |
| 9                        | 捕                       | A・エチェバレン          | 右                       | D・マクナリーA・エチェバレンE・ウィリ · アムズB・グリッチB・ロビンソンM・ベランガーD・ベイラーP・ブレアーE・カベルT・デービス | 9                            | 二                           | D・グリーン                  | 右                           | K・ホルツマンR・フォッシーG・テナスD・グリーンS・バンドーB・キャンパネリスJ・ルディB・ノースC・ワシントンR・ジャクソン |
| 先発投手                 | 先発投手                 | 先発投手                 | 投球                     | D・マクナリーA・エチェバレンE・ウィリ · アムズB・グリッチB・ロビンソンM・ベランガーD・ベイラーP・ブレアーE・カベルT・デービス | 先発投手                     | 先発投手                     | 先発投手                     | 投球                         | K・ホルツマンR・フォッシーG・テナスD・グリーンS・バンドーB・キャンパネリスJ・ルディB・ノースC・ワシントンR・ジャクソン |
| D・マクナリー            | D・マクナリー            | D・マクナリー            | 左                       | D・マクナリーA・エチェバレンE・ウィリ · アムズB・グリッチB・ロビンソンM・ベランガーD・ベイラーP・ブレアーE・カベルT・デービス | K・ホルツマン                | K・ホルツマン                | K・ホルツマン                | 左                           | K・ホルツマンR・フォッシーG・テナスD・グリーンS・バンドーB・キャンパネリスJ・ルディB・ノースC・ワシントンR・ジャクソン |

### 第3戦 10月8日
- メモリアル・スタジアム（メリーランド州ボルチモア）

|                              | 1 | 2 | 3 | 4 | 5 | 6 | 7 | 8 | 9 | R | H | E |
| ---------------------------- | - | - | - | - | - | - | - | - | - | - | - | - |
| オークランド・アスレチックス | 0 | 0 | 0 | 1 | 0 | 0 | 0 | 0 | 0 | 1 | 4 | 2 |
| ボルチモア・オリオールズ     | 0 | 0 | 0 | 0 | 0 | 0 | 0 | 0 | 0 | 0 | 2 | 1 |

1. 勝利：ヴァイダ・ブルー（1勝）
2. 敗戦：ジム・パーマー（1敗）
3. 本塁打
OAK：サル・バンドー2号ソロ
4. 審判
［球審］ラス・ゲーツ
［塁審］一塁: デーブ・フィリップス、二塁: マーティー・スプリングステッド、三塁: ビル・ディーガン
［外審］左翼: ラリー・ナップ、右翼: ジェリー・ニューデッカー
5. 試合開始時刻: 東部夏時間（UTC-4）午後2時7分  試合時間: 1時間57分  観客: 3万2060人
詳細: Baseball-Reference.com

| オークランド・アスレチックス | オークランド・アスレチックス | オークランド・アスレチックス | オークランド・アスレチックス | オークランド・アスレチックス                                                                                       | ボルチモア・オリオールズ | ボルチモア・オリオールズ | ボルチモア・オリオールズ | ボルチモア・オリオールズ | ボルチモア・オリオールズ |
| ---------------------------- | ---------------------------- | ---------------------------- | ---------------------------- | --- | ------------------------ | ------------------------ | ------------------------ | ------------------------ | --- |
| 打順                         | 守備                         | 選手                         | 打席                         | V・ブルーR・フォッシーG・テナスD・グリーンS・バンドーB・キャンパネリスJ・ルディB・ノースC・ワシントンR・ジャクソン | 打順                     | 守備                     | 選手                     | 打席                     | J・パーマーA・エチェバレンE・ウィリ · アムズB・グリッチB・ロビンソンM・ベランガーD・ベイラーP・ブレアーR・コギンスT・デービス |
| 1                            | 遊                           | B・キャンパネリス            | 右                           | V・ブルーR・フォッシーG・テナスD・グリーンS・バンドーB・キャンパネリスJ・ルディB・ノースC・ワシントンR・ジャクソン | 1                        | 右                       | R・コギンス              | 左                       | J・パーマーA・エチェバレンE・ウィリ · アムズB・グリッチB・ロビンソンM・ベランガーD・ベイラーP・ブレアーR・コギンスT・デービス |
| 2                            | 中                           | B・ノース                    | 両                           | V・ブルーR・フォッシーG・テナスD・グリーンS・バンドーB・キャンパネリスJ・ルディB・ノースC・ワシントンR・ジャクソン | 2                        | 中                       | P・ブレアー              | 右                       | J・パーマーA・エチェバレンE・ウィリ · アムズB・グリッチB・ロビンソンM・ベランガーD・ベイラーP・ブレアーR・コギンスT・デービス |
| 3                            | 三                           | S・バンドー                  | 右                           | V・ブルーR・フォッシーG・テナスD・グリーンS・バンドーB・キャンパネリスJ・ルディB・ノースC・ワシントンR・ジャクソン | 3                        | 二                       | B・グリッチ              | 右                       | J・パーマーA・エチェバレンE・ウィリ · アムズB・グリッチB・ロビンソンM・ベランガーD・ベイラーP・ブレアーR・コギンスT・デービス |
| 4                            | DH                           | R・ジャクソン                | 左                           | V・ブルーR・フォッシーG・テナスD・グリーンS・バンドーB・キャンパネリスJ・ルディB・ノースC・ワシントンR・ジャクソン | 4                        | DH                       | T・デービス              | 右                       | J・パーマーA・エチェバレンE・ウィリ · アムズB・グリッチB・ロビンソンM・ベランガーD・ベイラーP・ブレアーR・コギンスT・デービス |
| 5                            | 左                           | J・ルディ                    | 右                           | V・ブルーR・フォッシーG・テナスD・グリーンS・バンドーB・キャンパネリスJ・ルディB・ノースC・ワシントンR・ジャクソン | 5                        | 左                       | D・ベイラー              | 右                       | J・パーマーA・エチェバレンE・ウィリ · アムズB・グリッチB・ロビンソンM・ベランガーD・ベイラーP・ブレアーR・コギンスT・デービス |
| 6                            | 一                           | G・テナス                    | 右                           | V・ブルーR・フォッシーG・テナスD・グリーンS・バンドーB・キャンパネリスJ・ルディB・ノースC・ワシントンR・ジャクソン | 6                        | 三                       | B・ロビンソン            | 右                       | J・パーマーA・エチェバレンE・ウィリ · アムズB・グリッチB・ロビンソンM・ベランガーD・ベイラーP・ブレアーR・コギンスT・デービス |
| 7                            | 右                           | C・ワシントン                | 左                           | V・ブルーR・フォッシーG・テナスD・グリーンS・バンドーB・キャンパネリスJ・ルディB・ノースC・ワシントンR・ジャクソン | 7                        | 一                       | E・ウィリアムズ          | 右                       | J・パーマーA・エチェバレンE・ウィリ · アムズB・グリッチB・ロビンソンM・ベランガーD・ベイラーP・ブレアーR・コギンスT・デービス |
| 8                            | 捕                           | R・フォッシー                | 右                           | V・ブルーR・フォッシーG・テナスD・グリーンS・バンドーB・キャンパネリスJ・ルディB・ノースC・ワシントンR・ジャクソン | 8                        | 捕                       | A・エチェバレン          | 右                       | J・パーマーA・エチェバレンE・ウィリ · アムズB・グリッチB・ロビンソンM・ベランガーD・ベイラーP・ブレアーR・コギンスT・デービス |
| 9                            | 二                           | D・グリーン                  | 右                           | V・ブルーR・フォッシーG・テナスD・グリーンS・バンドーB・キャンパネリスJ・ルディB・ノースC・ワシントンR・ジャクソン | 9                        | 遊                       | M・ベランガー            | 右                       | J・パーマーA・エチェバレンE・ウィリ · アムズB・グリッチB・ロビンソンM・ベランガーD・ベイラーP・ブレアーR・コギンスT・デービス |
| 先発投手                     | 先発投手                     | 先発投手                     | 投球                         | V・ブルーR・フォッシーG・テナスD・グリーンS・バンドーB・キャンパネリスJ・ルディB・ノースC・ワシントンR・ジャクソン | 先発投手                 | 先発投手                 | 先発投手                 | 投球                     | J・パーマーA・エチェバレンE・ウィリ · アムズB・グリッチB・ロビンソンM・ベランガーD・ベイラーP・ブレアーR・コギンスT・デービス |
| V・ブルー                    | V・ブルー                    | V・ブルー                    | 左                           | V・ブルーR・フォッシーG・テナスD・グリーンS・バンドーB・キャンパネリスJ・ルディB・ノースC・ワシントンR・ジャクソン | J・パーマー              | J・パーマー              | J・パーマー              | 右                       | J・パーマーA・エチェバレンE・ウィリ · アムズB・グリッチB・ロビンソンM・ベランガーD・ベイラーP・ブレアーR・コギンスT・デービス |

### 第4戦 10月9日
- メモリアル・スタジアム（メリーランド州ボルチモア）

|                              | 1 | 2 | 3 | 4 | 5 | 6 | 7 | 8 | 9 | R | H | E |
| ---------------------------- | - | - | - | - | - | - | - | - | - | - | - | - |
| オークランド・アスレチックス | 0 | 0 | 0 | 0 | 1 | 0 | 1 | 0 | 0 | 2 | 1 | 0 |
| ボルチモア・オリオールズ     | 0 | 0 | 0 | 0 | 0 | 0 | 0 | 0 | 1 | 1 | 5 | 1 |

1. 勝利：キャットフィッシュ・ハンター（1勝1敗）
2. セーブ：ローリー・フィンガーズ（1S）
3. 敗戦：マイク・クェイヤー（1勝1敗）
4. 審判
［球審］デーブ・フィリップス
［塁審］一塁: マーティー・スプリングステッド、二塁: ビル・ディーガン、三塁: ラリー・ナップ
［外審］左翼: ジェリー・ニューデッカー、右翼: ラス・ゲーツ
5. 試合開始時刻: 東部夏時間（UTC-4）午後2時7分  試合時間: 2時間46分  観客: 2万8136人
詳細: Baseball-Reference.com

| オークランド・アスレチックス | オークランド・アスレチックス | オークランド・アスレチックス | オークランド・アスレチックス | オークランド・アスレチックス                                                                                         | ボルチモア・オリオールズ | ボルチモア・オリオールズ | ボルチモア・オリオールズ | ボルチモア・オリオールズ | ボルチモア・オリオールズ                                                                                                   |
| ---------------------------- | ---------------------------- | ---------------------------- | ---------------------------- | --- | ------------------------ | ------------------------ | ------------------------ | ------------------------ | --- |
| 打順                         | 守備                         | 選手                         | 打席                         | C・ハンターR・フォッシーG・テナスD・グリーンS・バンドーB・キャンパネリスJ・ルディB・ノースC・ワシントンR・ジャクソン | 打順                     | 守備                     | 選手                     | 打席                     | M・クェイヤーE・ヘンドリックスB・パウエルB・グリッチB・ロビンソンM・ベランガーD・ベイラーP・ブレアーR・コギンスT・デービス |
| 1                            | 遊                           | B・キャンパネリス            | 右                           | C・ハンターR・フォッシーG・テナスD・グリーンS・バンドーB・キャンパネリスJ・ルディB・ノースC・ワシントンR・ジャクソン | 1                        | 右                       | R・コギンス              | 左                       | M・クェイヤーE・ヘンドリックスB・パウエルB・グリッチB・ロビンソンM・ベランガーD・ベイラーP・ブレアーR・コギンスT・デービス |
| 2                            | 中                           | B・ノース                    | 両                           | C・ハンターR・フォッシーG・テナスD・グリーンS・バンドーB・キャンパネリスJ・ルディB・ノースC・ワシントンR・ジャクソン | 2                        | 中                       | P・ブレアー              | 右                       | M・クェイヤーE・ヘンドリックスB・パウエルB・グリッチB・ロビンソンM・ベランガーD・ベイラーP・ブレアーR・コギンスT・デービス |
| 3                            | 三                           | S・バンドー                  | 右                           | C・ハンターR・フォッシーG・テナスD・グリーンS・バンドーB・キャンパネリスJ・ルディB・ノースC・ワシントンR・ジャクソン | 3                        | 二                       | B・グリッチ              | 右                       | M・クェイヤーE・ヘンドリックスB・パウエルB・グリッチB・ロビンソンM・ベランガーD・ベイラーP・ブレアーR・コギンスT・デービス |
| 4                            | DH                           | R・ジャクソン                | 左                           | C・ハンターR・フォッシーG・テナスD・グリーンS・バンドーB・キャンパネリスJ・ルディB・ノースC・ワシントンR・ジャクソン | 4                        | DH                       | T・デービス              | 右                       | M・クェイヤーE・ヘンドリックスB・パウエルB・グリッチB・ロビンソンM・ベランガーD・ベイラーP・ブレアーR・コギンスT・デービス |
| 5                            | 左                           | J・ルディ                    | 右                           | C・ハンターR・フォッシーG・テナスD・グリーンS・バンドーB・キャンパネリスJ・ルディB・ノースC・ワシントンR・ジャクソン | 5                        | 一                       | B・パウエル              | 左                       | M・クェイヤーE・ヘンドリックスB・パウエルB・グリッチB・ロビンソンM・ベランガーD・ベイラーP・ブレアーR・コギンスT・デービス |
| 6                            | 一                           | G・テナス                    | 右                           | C・ハンターR・フォッシーG・テナスD・グリーンS・バンドーB・キャンパネリスJ・ルディB・ノースC・ワシントンR・ジャクソン | 6                        | 左                       | D・ベイラー              | 右                       | M・クェイヤーE・ヘンドリックスB・パウエルB・グリッチB・ロビンソンM・ベランガーD・ベイラーP・ブレアーR・コギンスT・デービス |
| 7                            | 右                           | C・ワシントン                | 左                           | C・ハンターR・フォッシーG・テナスD・グリーンS・バンドーB・キャンパネリスJ・ルディB・ノースC・ワシントンR・ジャクソン | 7                        | 三                       | B・ロビンソン            | 右                       | M・クェイヤーE・ヘンドリックスB・パウエルB・グリッチB・ロビンソンM・ベランガーD・ベイラーP・ブレアーR・コギンスT・デービス |
| 8                            | 捕                           | R・フォッシー                | 右                           | C・ハンターR・フォッシーG・テナスD・グリーンS・バンドーB・キャンパネリスJ・ルディB・ノースC・ワシントンR・ジャクソン | 8                        | 捕                       | E・ヘンドリックス        | 左                       | M・クェイヤーE・ヘンドリックスB・パウエルB・グリッチB・ロビンソンM・ベランガーD・ベイラーP・ブレアーR・コギンスT・デービス |
| 9                            | 二                           | D・グリーン                  | 右                           | C・ハンターR・フォッシーG・テナスD・グリーンS・バンドーB・キャンパネリスJ・ルディB・ノースC・ワシントンR・ジャクソン | 9                        | 遊                       | M・ベランガー            | 右                       | M・クェイヤーE・ヘンドリックスB・パウエルB・グリッチB・ロビンソンM・ベランガーD・ベイラーP・ブレアーR・コギンスT・デービス |
| 先発投手                     | 先発投手                     | 先発投手                     | 投球                         | C・ハンターR・フォッシーG・テナスD・グリーンS・バンドーB・キャンパネリスJ・ルディB・ノースC・ワシントンR・ジャクソン | 先発投手                 | 先発投手                 | 先発投手                 | 投球                     | M・クェイヤーE・ヘンドリックスB・パウエルB・グリッチB・ロビンソンM・ベランガーD・ベイラーP・ブレアーR・コギンスT・デービス |
| C・ハンター                  | C・ハンター                  | C・ハンター                  | 右                           | C・ハンターR・フォッシーG・テナスD・グリーンS・バンドーB・キャンパネリスJ・ルディB・ノースC・ワシントンR・ジャクソン | M・クェイヤー            | M・クェイヤー            | M・クェイヤー            | 左                       | M・クェイヤーE・ヘンドリックスB・パウエルB・グリッチB・ロビンソンM・ベランガーD・ベイラーP・ブレアーR・コギンスT・デービス |